# Pipirrana

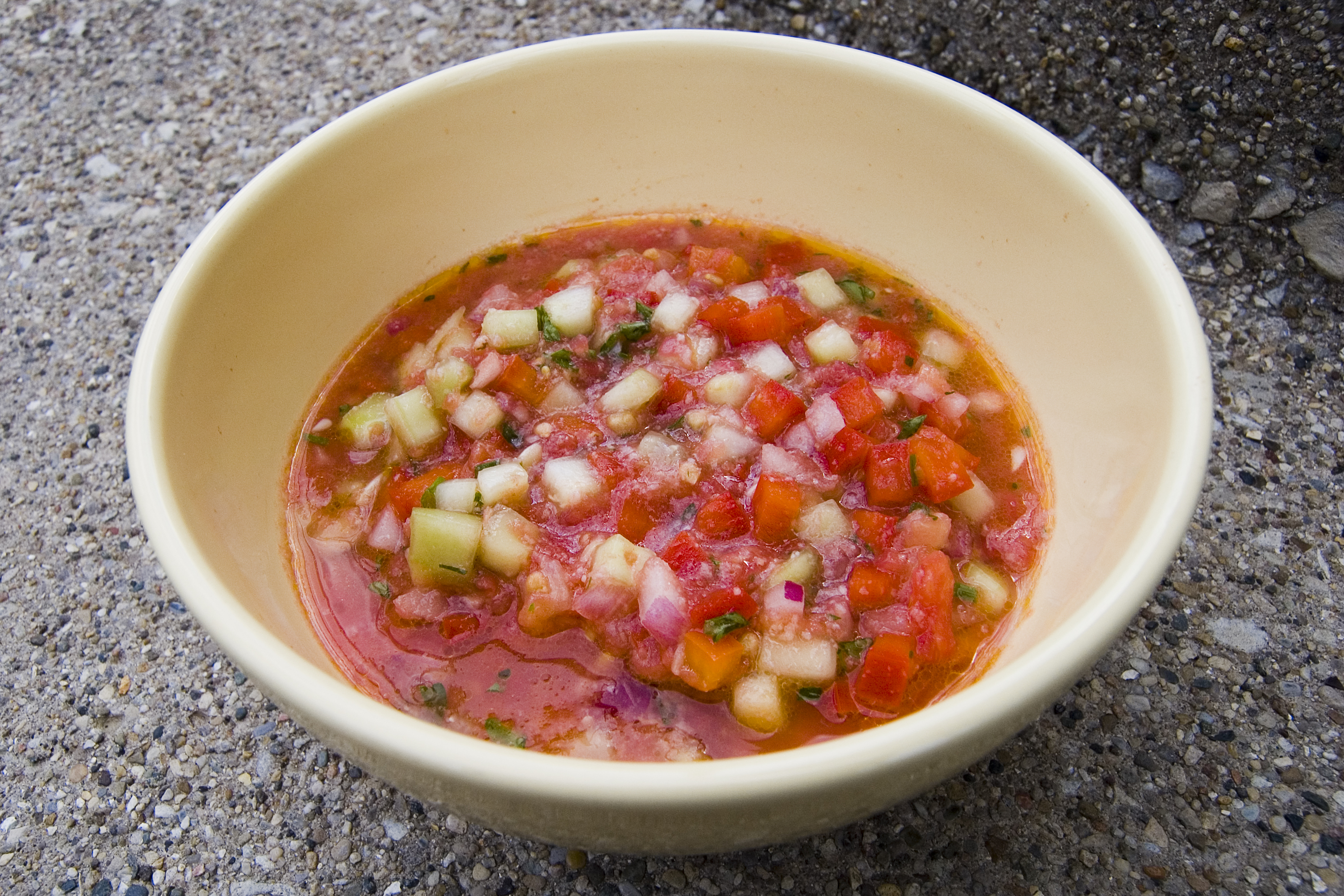
Pipirrana jaenera a caballo entre la ensalada y el gazpacho.

La pipirrana, pimpirrana o piriñaca (en Cádiz) es una ensalada de la gastronomía española cuyos ingredientes básicos son cebolla, tomate, pimiento verde y pepino (en zonas del sur de Andalucía se da también su preparación sin pepino). A veces se le añade huevo cocido, algún tipo de pescado, de carne prieta o incluso embutidos.

## Variantes
Se consume en las provincias españolas de Málaga, Granada, Jaén, Almería, Murcia, Cáceres, Badajoz y en Ciudad Real. Es el acompañamiento usado en la ciudad de Cádiz para los pescados asados, especialmente la caballa, existiendo en cada provincia y comarcas variaciones en su preparación y composición.

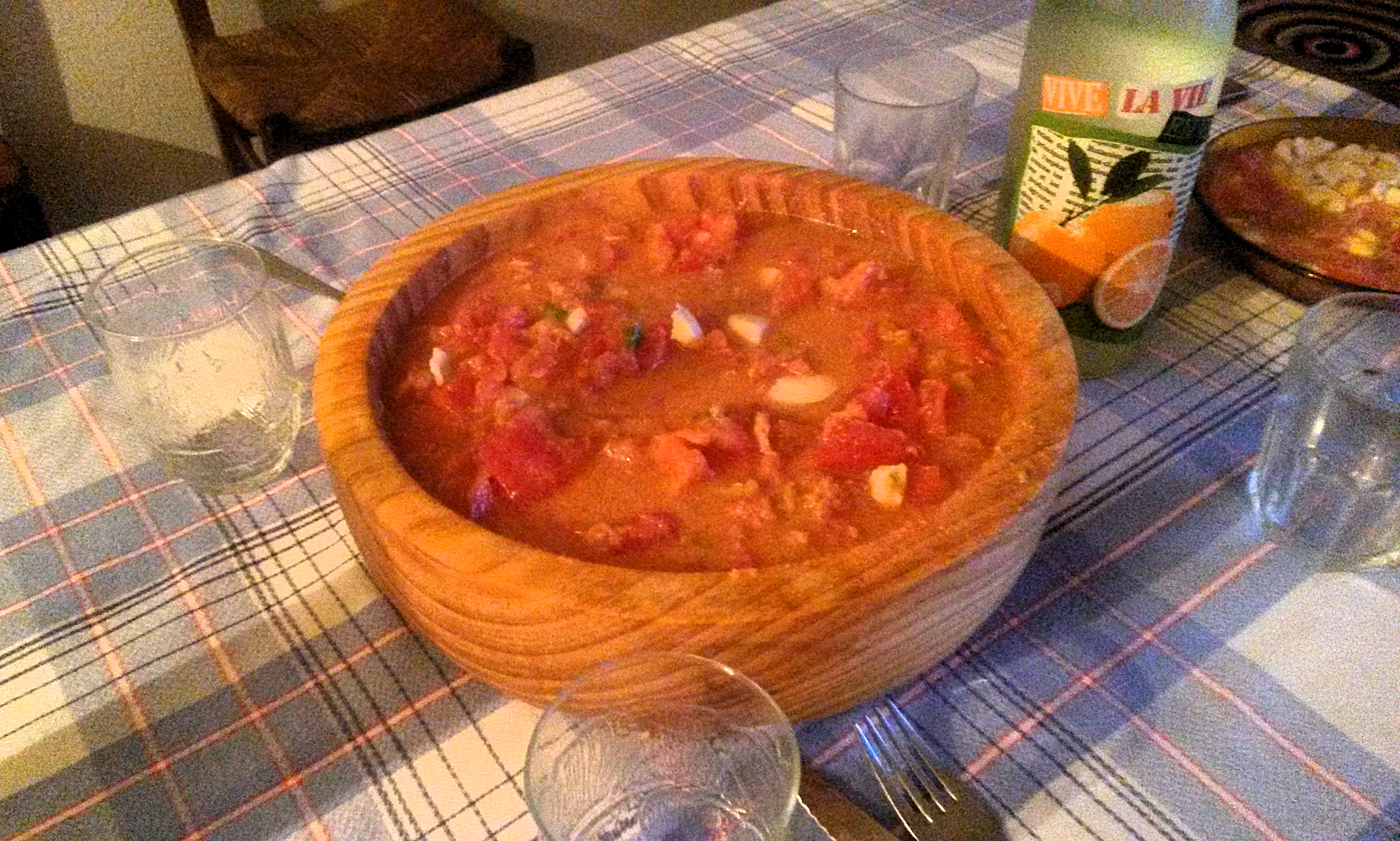
Pipirrana de Pegalajar (Jaén).

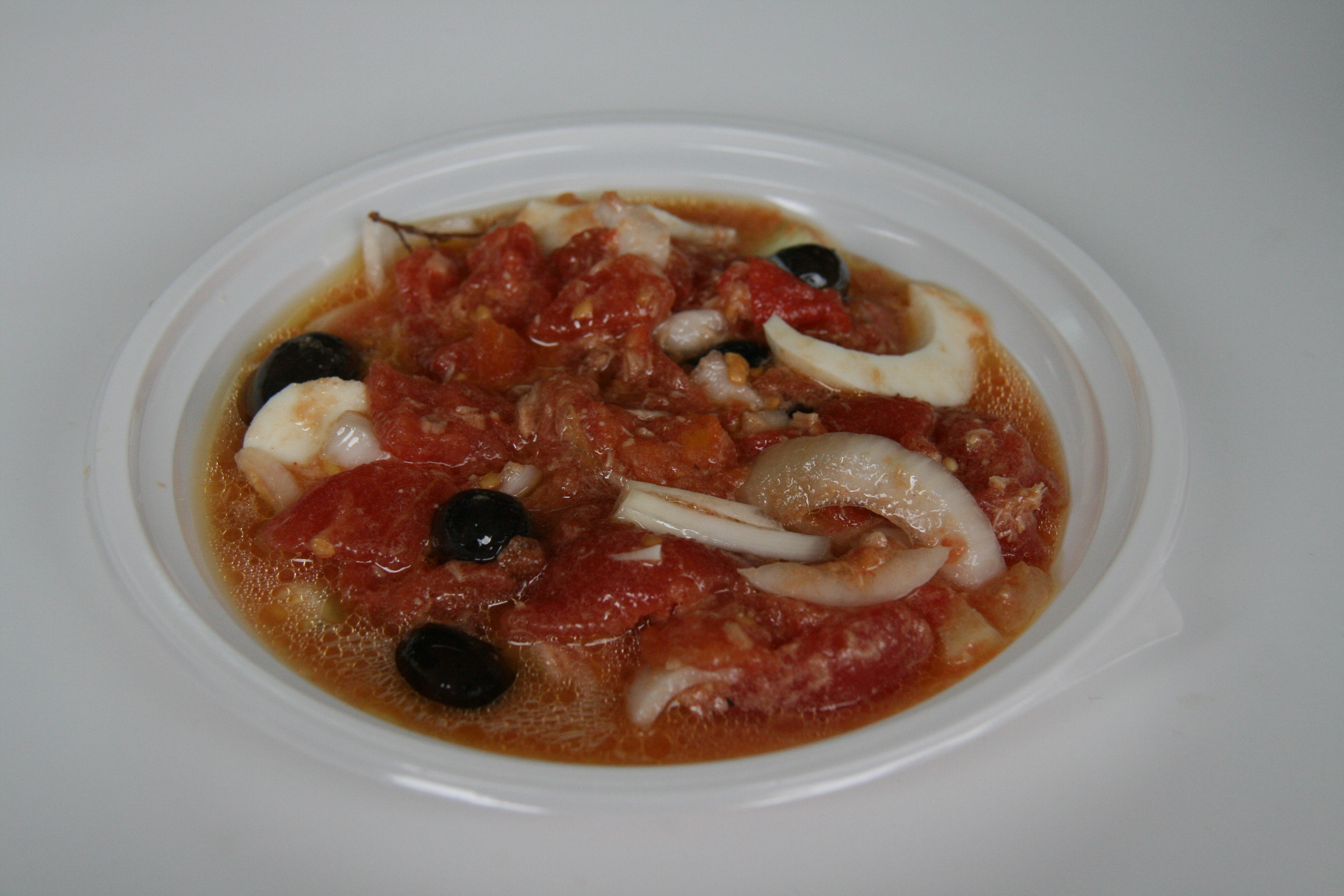
Pipirrana murciana.

- En Málaga se prepara con pulpo o huevas de pescado cocidas acompañado de tomate en daditos, pimiento verde, cebolleta o cebolla y aderezado con aceite de oliva, sal y vinagre de vino.

- En Jaén capital, esta ensalada se prepara con tomate pelado, emulsionando con mucho aceite, atún, pimiento verde y ajo. Y se come mojando sopas (es decir, empapando trozos de pan). Es muy frecuente en otras versiones por toda la provincia debido a la sencillez de su preparación, que lo hace idóneo para comerlo en cualquier lugar, como en el campo en ambientes rurales, y se consume sobre todo verano.

- En Mancha Real (Jaén), la receta varía en cada pueblo se hace con diferentes ingredientes pero siguiendo el mismo proceso. Ajo machacado, sal y aceite y después se añade: tomate, pimiento verde, huevo cocido, atún y cebolla al gusto.

- En la zona del Parque natural de las Sierras de Cazorla, Segura y Las Villas (Jaén) se prepara una variante en la que todos los ingredientes se majan, dando lugar a una especie de puré muy espeso. Esta variante suele llevar comino, elemento muy frecuente en la cocina de la zona.

- En la provincia de Cádiz hay un plato denominado caballa con piriñaca. Se asa el pescado en unas parrillas especiales y se añade la piriñaca compuesta por trozos gruesos de cebolla, tomate, pimiento, aderezados con aceite de oliva, vinagre y sal.[2]

- En Murcia  se elabora a base de lechuga o escarola, pepino, pimiento de variedad ñora, aceitunas negras, ajos tiernos, bacalao seco o sardinas de bota, tomate, aceite, sal y limón.

- En Cieza (Murcia) se prepara a base de mucha cebolla (cortada a pequeños trozos y macerada todo un día en agua), con trocitos de bacalao seco, pimiento de variedad ñora (levemente asados), aceite de oliva, vinagre de manzana, sal y a veces aceitunas negras. Ocasionalmente según gusto se le añade alguna especia como comino, ajedrea, romero u otra.

- También se consume habitualmente en la provincia de Ciudad Real, en Valdepeñas y Tomelloso, donde se cocina con tomate (con frecuencia triturado), aceitunas, huevo cocido, atún, cebolla picada, sal y un chorrito de aceite de oliva. En Bolaños de Calatrava (Ciudad Real) donde se realiza con caballa, tomate, aceitunas, lechuga y cebolla, y se sirve fresquito.

- En la parte manchega de la provincia de Cuenca, más concretamente en Horcajo de Santiago (Cuenca), se hace una pipirrana diferente ya que a diferencia de otras esta es un guiso. Plato típico y exquisito debido a la variedad de alimentos que admite: aves, embutidos de buena calidad, bacalao en salazón, carne de cerdo, setas, aderezado con laurel, ajo, pimienta negra, cebolla, tomate seco, pimiento picante y patatas.

- En Extremadura, lleva tomate, cebolla, pimientos de varios colores y a veces pepino. Se usa como ensalada y acompañamiento de todo tipo de carnes, pescados y mariscos, también se mezcla con legumbres como garbanzos o judías. Se le conoce también como pisto o picadillo de tomate, sobre todo en la provincia de Cáceres.

## Características
El plato lleva cuatro hortalizas (cebolla, pepino, pimiento y tomate) en dados muy pequeños. Aparte, en el dornillo, se puede majar un diente de ajo, un poco de pan húmedo, y con un poco de comino en grano y un poco de sal gorda. Una vez bien majado se le añade agua de forma que todo quede bien diluido y se añade este majado a las hortalizas. A continuación se le añade el aceite de oliva virgen extra al gusto, o batiendo hasta que todo una. Para acompañar esta ensalada se puede utilizar cualquier clase de embutido. También está muy extendido el añadirle atún en aceite (procedente de atún en lata) y un huevo duro pero de lo que no debemos de olvidarnos es de un buen pan, para mojar las sopas.